# Günter Eßer (Theologe)
Günter Eßer (* 1949 in Köln) ist ein deutscher alt-katholischer Theologe.

## Leben
Nach einer Ausbildung und Berufstätigkeit als Industriekaufmann und dem Abitur studierte er katholische Theologie an den Universitäten Bonn und Freiburg im Üechtland. 1976 trat Günter Eßer in den Dominikanerorden ein und wurde 1982 zum Priester geweiht. 1991 erwarb er das Lizentiat. Nach Austritt aus dem Orden arbeitete er von 1993 bis 1997 als Pfarrer der alt-katholischen Kirchengemeinde Mannheim. Nach der Promotion 1991 an der Universität Fribourg zum Dr. theol. und der Habilitation 1997 an der Universität Bern lehrte er von 1998 bis 2015 als Professor für Alt-Katholische Theologie und Direktor des Alt-Katholischen Seminars der Universität Bonn.

## Schriften (Auswahl)
- Josepha Dominica von Rottenberg (1676–1738). Ihr Leben und ihr geistliches Werk. Berlin 1992. ISBN 3-05-002159-4.
- als Herausgeber mit Matthias Ring: Zwischen Freiheit und Gebundenheit. Festschrift zum 100jährigen Bestehen des Alt-Katholischen Seminars der Universität Bonn (1902–2002). Bonn 2002, ISBN 3-934610-18-8.
- Welches ist aber nun die Aufgabe eines altkatholischen Theologen?. Bonn 2004. ISBN 3-934610-28-5.
- Die Alt-Katholischen Kirchen. Göttingen 2016. ISBN 3-525-87243-7.
- Werner Küppers. In: Biographisch-Bibliographisches Kirchenlexikon (BBKL). Band 30, Bautz, Nordhausen 2009, ISBN 978-3-88309-478-6, Sp. 846–856 (Artikel/Artikelanfang im Internet-Archive).